# Тибетска книга на мъртвите
Тибетската книга на мъртвите (на тибетски – Бардо Тодол е будистка книга, ръководство за помощ и напътствия на наскоро починали хора. Пълното наименование на текста е „Освобождение чрез слушане, по време на преходното състояние„, като Бардо означава „преходно състояние“ (след смъртта), а Тодол – „освобождаване чрез слушане“). Смята се, че книгата се е появила в Тибет през VIII век.

## Естество на книгата
Според ученията на тибетския будизъм след настъпването на физическата смърт осъзнаването на хората започва пътуване, наситено с изпитания. Мъртвият има няколко шанса да постигне пълно освобождение от самсара – цикъла на безкрайните прераждания, живота и смъртта, свързани със страдание. Ако не успее да постигне освобождение, тогава мъртвият човек има шанс да избере прераждане в света на хората, на боговете или на титаните, вместо в света на демоните и гладните духове.
Книгата на смъртта съдържа в себе си както детайлно описание на възможните пътувания на ума, така и описание на това, какво трябва да се казва на мъртвия, за да не се обърка и да не забрави какъв избор има. Една от главните предпоставки на тези напътствия е, че всичко което мъртвият преживява – адски мъки или блаженство, са видения създадени от неговия собствен ум. Човек, който осъзнае това е свободен. Ако продължава да следва навиците и тенденциите на ума си, четящият книгата се опитва да го насочи към избор на по-благоприятно прераждане.

## Контакт на Запада с книгата
„Освобождение чрез слушане, по време на преходното състояние“ е преведена за първи път на английски през 1927 г. от д-р Уолтър Илинг Еванс-Уенц и наречена „Тибетската книга на мъртвите“, тъй като Западът вече бил запознат с този литературен феномен чрез „Египетската книга на мъртвите“. В по-късно издание (1938) е добавен предговор на Карл Густав Юнг, а през 1964 г. Тимъти Лиъри базира своята книга „Психиделичното преживяване“ върху тибетския текст.